# Martin Matschke
Martin Matschke (* 29. Juli 1932 in Leutmannsdorf (Schlesien); † 11. Februar 2017 in Antignano) war ein deutscher Bildhauer, Maler und Holzschneider.

## Leben
Martin Matschke wuchs auf im oberschlesischen Oberglogau. Nach der Flucht 1945 absolvierte er zunächst eine Lehre zum Landwirt in Löbau. 1950 floh er in die Bundesrepublik, holte das Abitur nach und studierte Sozialarbeit in Hannover. Gleichzeitig nahm er Malunterricht bei Erich Wegner.
Nach einem Jahr als Gasthörer an der Kunstakademie Stuttgart begann er seine Tätigkeit als Sozialarbeiter in Karlsruhe, die er bis 1989 ausübte. In all diesen Jahren erteilte er daneben freiberuflich Kunstunterricht. Ab 1989 widmete er sich ausschließlich der künstlerischen Arbeit. Seinen Lebensabend verbrachte er in einem kleinen Dorf in Piemont. Im Februar 2017 starb er dort an Herzversagen.

## Werk
Neben der Berufsarbeit war Martin Matschke stets künstlerisch aktiv. Mitte der sechziger Jahre fand er zu einer eigenen Formensprache, die schon auf sein bildhauerisches Werk vordeutete: vereinfachte, aufs Wesentliche reduzierte Figuren. 1970 wandte er sich dem Gebiet Verkehrszeichen und Straßen zu, indem er diese bildnerisch umformte und mit imaginären Landschaften verband. In dieser Zeit begann er auch dreidimensional zu arbeiten, wobei zunächst Plastiken aus Aluminium entstanden. Wesentliche Impulse verdankte er den Werken des rumänischen Bildhauers Constantin Brâncuși, mit denen er sich ab 1975 intensiv beschäftigte: Durch sie angeregt, ging er zum Bronzeguss über und setzte die bisherigen malerischen Ideen in Plastiken um.
1982 führte ihn ein Schlüsselerlebnis in Florenz zu dem Thema, das ihn das ganze Leben lang nicht mehr loslassen sollte: dem Pflasterstein. Formal gesehen erschien ihm der Pflasterstein als kopfförmiger Kubus mit zahlreichen Variationsmöglichkeiten, andererseits inhaltlich als Objekt, das Abnutzungen und Deformationen unterworfen ist und als Metapher für den Menschen gelten kann. Hinter den zunächst abstrakt erscheinenden Plastiken steht bei Martin Matschke daher immer der Mensch mit seinen Verletzungen und Leiden oder auch mit seiner Anpassungsfähigkeit – ein Wissen, das ihm in den Kriegs- und Nachkriegsjahren und dann im Beruf zuwuchs.
Matschke sagte selbst dazu: „Pflastersteine sind Elemente von Straßen, an denen die Spuren der Vergangenheit ablesbar sind, die uns zum Nachdenken und Träumen anregen.“
Er war Mitglied im BBK. 1987 wurde er in den Künstlerbund Baden-Württemberg aufgenommen. In diesen Jahren wandte er sich auch den Materialien Marmor und Papier zu. Weitere drei Jahrzehnte lang schuf er ein umfangreiches Werk an Skulpturen und Collagen, die meisten von ihnen tragen den Titel „Kopf“. Ergänzt wurde es durch Arbeiten aus antikem Holz, das sich in seinem Domizil in Italien reichlich fand und das er durch starke blaue Farbigkeit verfremdete.
Gesundheitliche Probleme beendeten das künstlerische Schaffen Martin Matschkes im Jahr 2015.

## Auszeichnungen
- 1985: Perron-Kunstpreis der Stadt Frankenthal für die Plastik Pflasterkopf seitlich tief verletzt

## Einzelausstellungen
- 1987: Kulturwoche Frankenthal
- 1987: Kunstverein Frankenthal
- 1988: Deutsche Botschaft Riad, Saudi-Arabien
- 1989: Kunstverein Geislingen an der Steige
- 2007: Kunstverein Hochrhein Bad Säckingen
- 2008: St.-Lorenz-Kirche, Tigliole/Italien
- 2017: Künstlerhaus Karlsruhe[3]
- 2018: Diözesanmuseum Asti[4]

## Arbeiten im öffentlichen Raum

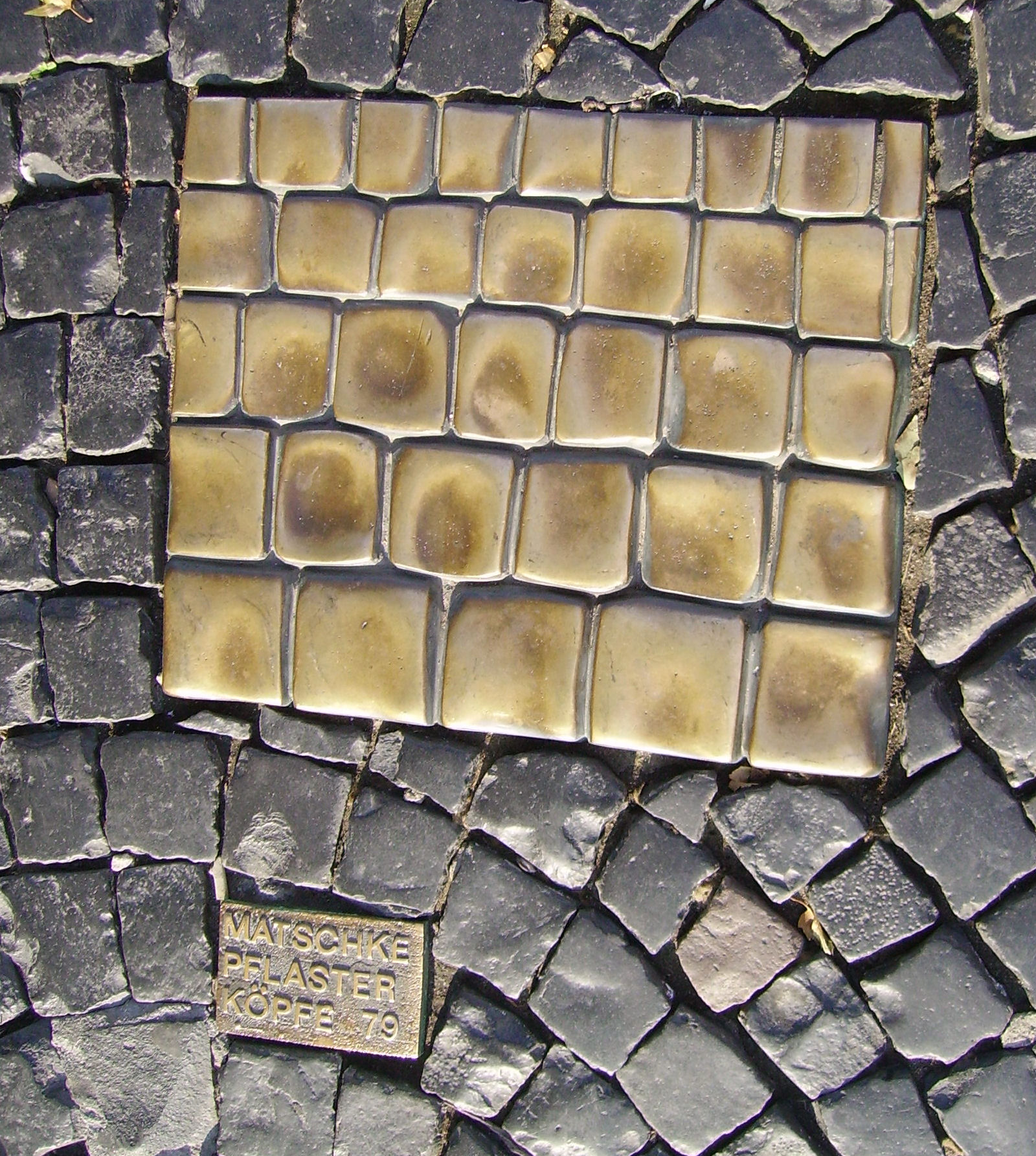
Straßenpflasterköpfe, Bronze poliert, Stadt Frankenthal

- Allee, Aluminium, Landratsamt Karlsruhe
- Zwei Zeichen, Aluminium, Landratsamt Karlsruhe
- Abgeknicktes Schild, Bronze poliert, Galerie der Stadt Stuttgart
- Brunnenanlage, Aluminium, Rathausplatz, Karlsbad
- Leitplanke nach der Kollision, Bronze poliert, Regierungspräsidium Karlsruhe,
- Abknickende Vorfahrt II, Bronze poliert, Regierungspräsidium Stuttgart
- Straßenpflasterköpfe, Bronze poliert, Stadt Frankenthal
- Zwei Straßenpflasterkopffiguren, Bronze poliert, Regierungspräsidium Karlsruhe
- Straßenpflasterkopffigur angefahren, Bronze patiniert, Forschungszentrum, Karlsruhe[5]
- Straßenpflasterkopffigur geneigt, Bronze patiniert, Forschungszentrum, Karlsruhe[5]
- Straßenpflasterkopffigur sich vorbeugend, Bronze patiniert, Regierungspräsidium Karlsruhe
- Straßenpflasterkopf mit Schild quer, Bronze patiniert, Stadt Fellbach
- Schildkopf quer, Bronze patiniert, Landratsamt Karlsruhe
- Halskopf mit Bein, behäbig, Bronze patiniert, Regierungspräsidium Karlsruhe
- Pflasterkopffigur stolz, zentralverletzt, Pflasterkopf geschunden, verletzt, traurig, Bronze patiniert, Skulpturengarten „scultura & natura“ von Marta und Guido Messer, Sassetta/Toskana.
- Pflasterkopf seitlich tief verletzt II, Bronze patiniert, Bockelstraße, Stuttgart-Heumaden
- Pflasterkopf mit Spuren, Marmor, Autobahnraststätte Baden-Baden
- Pflasterkopf erratisch, Marmor, Kurpark Waldbronn